# Saverio Seracini
Saverio Seracini (Prato, 14 marzo 1905 – Torino, 9 maggio 1969) è stato un compositore, chitarrista e direttore d'orchestra italiano.
È entrato nella storia della musica leggera come uno degli autori della prima canzone vincitrice di un Festival di Sanremo, la celebre Grazie dei fior cantata da Nilla Pizzi; ma ha scritto molti altri motivi fondamentali per la musica leggera italiana, come L'edera.

## Biografia

### Gli inizi
Dopo aver iniziato gli studi musicali a Firenze, dove si era trasferito con la famiglia, inizia la carriera come chitarrista jazz (è uno dei primi in Italia), suonando a volte anche il banjo, in un'orchestra che esegue tour in tutta Europa, e per anni si dedica solo a questa attività, incominciando anche a cantare.
Nel 1930 si fa notare dall'Eiar, grazie ad un'esibizione in cui canta con il volto dipinto di nero interpretando Sonny Boy (ed imitando quindi Al Jolson), per cui viene invitato a far parte dell'Orchestra Cetra e si trasferisce a Torino.
Ben presto inizia anche ad occuparsi degli arrangiamenti orchestrali, lavorando con i maestri Tito Petralia e Pippo Barzizza, e nel 1938 gli viene affidato l'incarico di dirigere l'Orchestra Moderna di Radio Roma; nel frattempo ha iniziato a comporre le prime canzoni, e la prima di esse, Canzone d'Haway, viene portata al successo da Miryam Ferretti.
Di questo periodo sono Perché dite male dell'uomo, cantata da Luciana Dolliver, e Vecchio quartiere, cavallo di battaglia di Alberto Rabagliati.
Nel 1941 torna a Torino, a seguito della chiusura dell'Orchestra Moderna a causa della guerra, lavorando alla direzione dei programmi radio.

### La malattia
Nel 1944 si ammala di broncopolmonite: la situazione sanitaria di Torino è difficile, e Seracini non viene curato a dovere per cui si ammala di un glaucoma che lo porta alla cecità di un occhio.
La malattia colpisce anche l'altro occhio, ma nonostante la situazione le musiche composte nel 1945 e nel 1946 sono molto allegre, come Si chiama boogie woogie per Dea Garbaccio o  Vado a spasso per Ernesto Bonino.

### Grazie dei fiori: il successo
Nel 1950 Gian Carlo Testoni gli invia un suo testo, scritto insieme a Mario Panzeri: il maestro, dopo aver scritto la musica, incarica Testoni di trovare una casa editrice per affidarla a qualche cantante, cosa che non può più fare in quanto la malattia lo sta portando alla cecità totale: tutti i tentativi fatti da Testoni, però, falliscono.
Dopo qualche mese, però, il paroliere ha modo di leggere il bando per la partecipazione al primo Festival di Sanremo, e decide di inviare la canzone, che la commissione di lettura decide di accettare e di affidare a Nilla Pizzi: inaspettatamente la canzone, che è di proprietà degli autori, arriva al primo posto, ed il disco a 78 giri inciso dalla cantante stabilisce il record di vendite fino a quel momento: ben trentaseimila copie.
Durante la premiazione nella serata finale vengono chiamati sul palco dal presentatore Nunzio Filogamo gli autori della canzone, e salgono solo Testoni e Panzeri: Seracini non ha potuto essere presente perché è diventato completamente cieco pochi mesi prima, ed in quel momento la sua disgrazia viene resa nota al grande pubblico.
Ma non è solo questa, pur importantissima, l'unica canzone con cui Seracini partecipa alla manifestazione: vi è anche Sorrentinella, cantata dal Duo Fasano che, pur non arrivando in finale, entra ugualmente nella storia del Festival in quanto è stata la prima canzone cantata al Festival di Sanremo.
Al Festival torna anche negli anni successivi: è da ricordare Mogliettina del 1954, in quanto è una delle poche canzoni in cui Seracini è anche autore del testo, e Ci ciu cì (cantava un usignol), canzone tradotta in trentasei lingue ed interpretata anche da Perry Como (con il titolo Chee Chee-Oo Chee (Sang The Little Bird)).

### L'edera
Nel 1958 il maestro Seracini presenta una delle sue musiche migliori: L'edera, un bolero con una melodia ariosa e sofisticata, con un buon testo di Vincenzo D'Acquisto, interpretata da Nilla Pizzi e Tonina Torrielli.
I pronostici lo danno vittorioso, ma è l'anno di Domenico Modugno e della sua Nel blu dipinto di blu, per cui il maestro si deve accontentare del secondo posto; avrà modo, però, di rifarsi perché la canzone vende (sommando i 45 giri e i 78 giri, nelle due interpretazioni della Pizzi e della caramellaia di Novi Ligure) ben cinquecentomila copie, e viene incisa (tradotta in inglese come Constantly o in italiano) da artisti internazionali come Frank Sinatra, Caterina Valente, Yves Montand, Doris Day, Sarah Vaughan, Cliff Richard.
La sua carriera continua con altri successi ed altre partecipazioni al Festival, fino alla morte nel 1969.

## Canzoni scritte da Saverio Seracini
| Anno | Titolo                                   | Autori del testo                   | Autori della musica | Interpreti                                                    |
| ---- | ---------------------------------------- | ---------------------------------- | ------------------- | ------------------------------------------------------------- |
| 1951 | Grazie dei fiori                         | Gian Carlo Testoni e Mario Panzeri | Saverio Seracini    | Nilla Pizzi                                                   |
| 1951 | Sorrentinella                            | Arrigo Giacomo Camosso             | Saverio Seracini    | Duo Fasano                                                    |
| 1952 | Il valzer di Nonna Speranza              | Gian Carlo Testoni e Mario Panzeri | Saverio Seracini    | Nilla Pizzi e Duo Fasano                                      |
| 1954 | Mogliettina                              | Saverio Seracini                   | Saverio Seracini    | Natalino Otto e Achille Togliani                              |
| 1955 | Ci ciu cì (cantava un usignol)           | Ettore Minoretti                   | Saverio Seracini    | Narciso Parigi e i Radio Boys; Natalino Otto e il Trio Aurora |
| 1955 | Chee Chee-Oo Chee (Sang The Little Bird) | John Turner e Geoffrey Parsons     | Saverio Seracini    | Perry Como                                                    |
| 1957 | Un filo di speranza                      | Gian Carlo Testoni                 | Saverio Seracini    | Gino Baldi e il Duo Fasano; Natalino Otto e il Poker di Voci  |
| 1958 | L'edera                                  | Vincenzo D'Acquisto                | Saverio Seracini    | Nilla Pizzi e Tonina Torrielli                                |
| 1958 | Constantly                               | Michael Julien                     | Saverio Seracini    | Frank Sinatra                                                 |
| 1958 | Fragole e cappellini                     | Mario Panzeri                      | Saverio Seracini    | Claudio Villa e il Duo Fasano; Aurelio Fierro e il Trio Joyce |
| 1960 | Colpevole                                | Vincenzo D'Acquisto                | Saverio Seracini    | Nilla Pizzi e Tonina Torrielli                                |
| 1962 | Aspettandoti                             | Vincenzo D'Acquisto                | Saverio Seracini    | Nelly Fioramonti e Tonina Torrielli                           |

## Varietà radiofonici Eiar
- Rivistissima Cinzano, rivista radiofonica di fine anno, di Angelo Nizza e Riccardo Morbelli, orchestre Tito Petralia, Saverio Seracini, Egidio Storaci, con Vittorio De Sica, Erminio Macario, Wanda Osiris, trasmessa 29 dicembre 1939